# Tillandsia suescana
Tillandsia suescana là một loài thuộc chi Tillandsia. Đây là loài bản địa của Venezuela.